# 亜月ちえみ
亜月 ちえみ（あづき ちえみ、Azuki Chiemi、女性、1984年7月29日 - ）は、日本の声優。千葉県出身。

## 人物
亜月ちえみは日本の女性声優。声優演技研究所卒業後、アトリエピーチに所属、2008年に退社。身長は152cm。血液型はO型。好きな男性の体型はマッチョ体型。好きな有名人はhide。趣味は筋肉トレーニング。特技は江頭倒立。音楽バンドの担当楽器はベース。2006年8月27日、アイドル声優ユニット「とぅいんくるガールズ」と言う三人編成の最終オーディションに9人（当日は1人欠席）が残り伊藤芽衣、中堀里美、田沼由美が合格する。審査員急遽設定した特別賞を受賞した亜月ちえみを含めた四人編成ユニットとして活動する。以後、ユニット名「とぅいんくるガールズ+ちえみん先生」として活動した。2007年4月30日をもってユニットが再開時期未定の活動休止を行う。現在、熱血アニソンユニット『ドラゴンローズZ』のリーダーを務める。

## 出演

### アニメ映画
- オオカミくんはピアニスト - ヒツジくん 役

### ゲーム
- ネットdeすごろくす〜ぱぁ★リッチ』（gamania） - ダンサー
- とぅいんくる（2007年） - フレア 役
- 蘭島物語〜少女の約定〜 - ソマリナ 役
- SIMPLE DSシリーズ Vol.25　THE 交渉人 - 出村未亜 役
- PSPダンジョンエクスプローラー盟約の扉 - プレイヤー・その他

### 歌
- 夕日が大地を染める頃 - 『ダンシング・クレイジーズ』（ソフトハウスキャラ）
- ロマンスアカデミー - 『グリンスヴァールの森の中 〜成長する学園〜』 （ソフトハウスキャラ）
- Stay Hungry Nomad - 『外道勇者』
- 月夜に囁いて - 『神聖昂燐ダクリュオン・ルナ ～堕聖母誕生～』（CHAOS-R）

### ラジオ
- Teboko（FM浜松） - ラジオドラマ・大木バーバラ 役
- とぅいんくるガールズ候補生（とぅいんくるWebラジオ） - ラジオドラマ・ミリィ 役
- 毎日新聞ポッドキャスト（まんたんウェブ） - ニュースキャスター
- アルゴ学園放送部（とぅいんくる） - パーソナリティ

とぅいんくるガールズ+ちえみん先生名義
- おとなの深夜大学（ラジオ日本、2006年11月30日）
- すぎはら美里のガールズミリタリー（レインボータウンFM、2006年12月14日）

### WebTV
- 亜月ちえみプレゼンツかまきりぃ（tokyo borderlessTV） - レギュラーMC
- OLIVER’S WORLD（あっ!とおどろく放送局、2009年6月29日 - ） - 月曜日レギュラー
- 瞬間メタルの地べたから天空へ（あっ!とおどろく放送局、2009年8月10日）

とぅいんくるガールズ+ちえみん先生名義
- 見たい!番組研究所（2006年8月27日）
- あっ!とおどろく放送局（2006年12月3日）
- とぅいんくるガールズのクリスマス・パーティー（2006年12月23日）
- エッグアイドルHyper（casTY、2007年1月18日・4月28日）
- ひかり荘（casTY、2007年3月27日）

### TV
- メイドお騒がせします（モンド21） - メイドの先生 役
- アニメパラダイス（テレビ埼玉） - メイド 役
- エゴイスト（CX、2009年4月） - 新人女優 役

### CD-ROM
- カルシウムのひみつ - 低学年男の子、高学年男の子

### イベント
- DreamPatry（DreamPatry事務局） - ステージ司会

### その他
- 続・まりなりなぁ! - CDジャケット出演
- とぅいんくる イメージガール ちえみん先生 『教えて！ちえみん先生』 - イベント、ラジオ など
- 護くんに女神の祝福を！ - イメージガール、イベント司会など
- M2はじめて物語 - 拳闘士 役（HPボイスドラマ）